# Praktmes
Praktmes (Periparus elegans) är en fågel i  mesar inom ordningen tättingar som förekommer i Filippinerna.

## Utseende och läte
Praktmesen är en liten till medelstor (11,5-12 cm) mes med mestadels gul och svart fjäderdräkt. Den liknar palawanmesen med svart huvud och nacke samt gult på buk och bröst. Vingarna är svartvita, liksom hanens rygg, medan honans är olivfärgad. Till skillnad från palawanmesen har den gula kinder och ett gult streck på baksidan av huvudet. Bland lätena hörst ett kort "sit" eller "sit-sit" och ett tunt "sisisi".

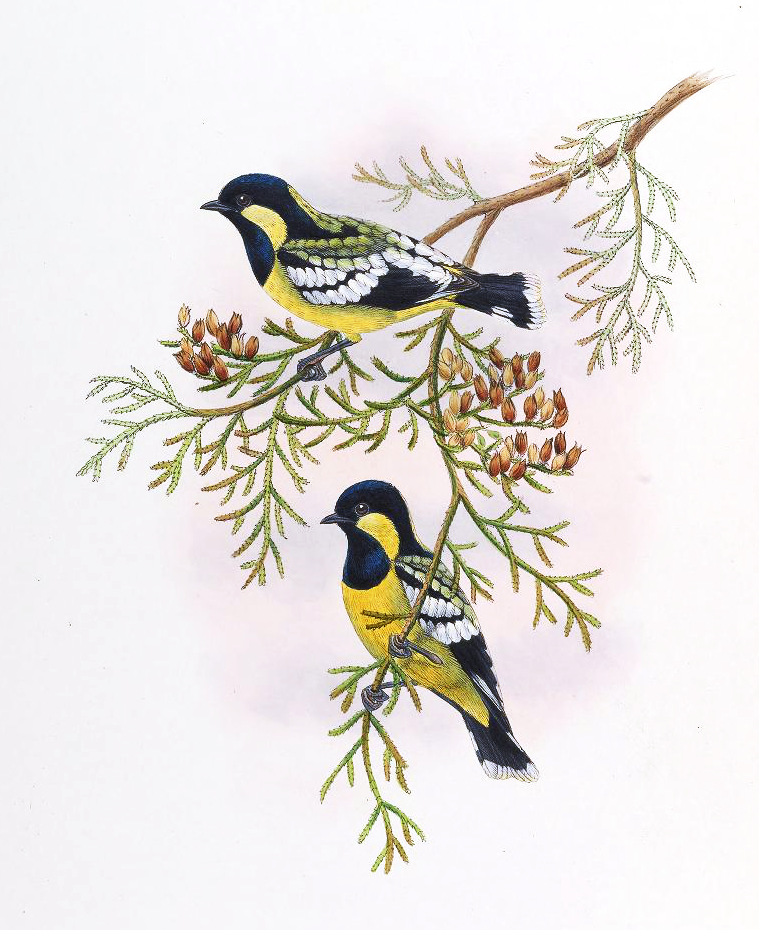

## Utbredning och systematik
Praktmesen återfinns i Filippinerna och delas upp i nio underarter med följande utbredning:
- P. e. edithae – förekommer på (Calayan och Camiguin Norte)
- P. e. montigenus – förekommer på (nordvästra Luzon)
- P. e. gilliardi – förekommer på (Bataanhalvön på centrala Luzon)
- P. e. elegans – förekommer på centrala och södra Luzon, Panay, Mindoro och Catanduanes
- P. e. albescens – förekommer på Guimaras, Masbate, Negros och Ticao
- P. e. visayanus – förekommer på Cebu
- P. e. mindanensis – förekommer på Samar, Leyte, Biliran och Mindanao
- P. e. suluensis – förekommer i Suluarkipelagen (Joloön, Tawitawi och Sanga Sanga)
- P. e. bongaoensis – förekommer på ön Bongao i Suluarkipelagen

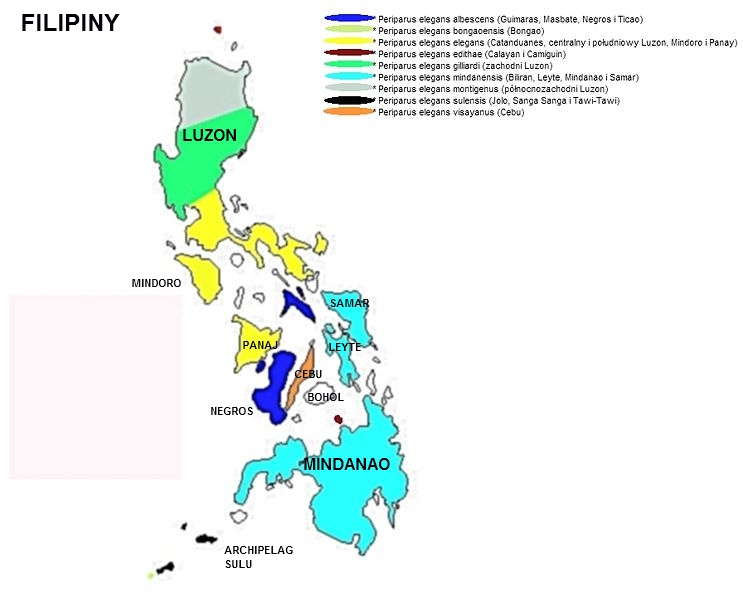
Underarternas utbredning i Filippinerna.

### Släktestillhörighet
Praktmes har tillsammans med mandarinmes och palawanmes ofta brutits ut till egna släktet Pardaliparus, baserat på genetiska studier. I AviList från 2025 inkluderas dock Pardaliparus i Periparus.

## Levnadssätt
Praktmesen förekommer i ursprunglig städsegrön skog, bland annat tallskog och mosskog, men även i miljöer mer påverkade av människan. Den ses vanligen i par eller i små grupper om upp till åtta individer, troligen på jakt efter små ryggradslösa djur, laver, frön och frukt, men födan är dåligt känd. Det är även häckningsbiologin, där fåglar med bomaterial i näbben noterats i mars och april och nyligen flygga ungar setts i april. Arten är stannfågel.

## Status och hot
Arten har ett stort utbredningsområde, men tros minska i antal, dock inte tillräckligt kraftigt för att den ska betraktas som hotad. Internationella naturvårdsunionen IUCN listar arten som livskraftig (LC). Världspopulationen har inte uppskattats men den beskrivs som ganska vanlig.

### Trycka källor
- Gosler, A. & P. Clement (2007) "Family Paridae (Tits and Chickadees)" P.p. 662-709.  in del Hoyo, J.; Elliot, A. & Christie D. (editors). (2007). Handbook of the Birds of the World. Volume 12: Picathartes to Tits and Chickadees. Lynx Edicions. ISBN 978-84-96553-42-2